# Markleeville
Markleeville és una concentració de població designada pel cens dels Estats Units a l'estat de Califòrnia. Segons el cens del 2010 tenia 210 habitants.

## Història

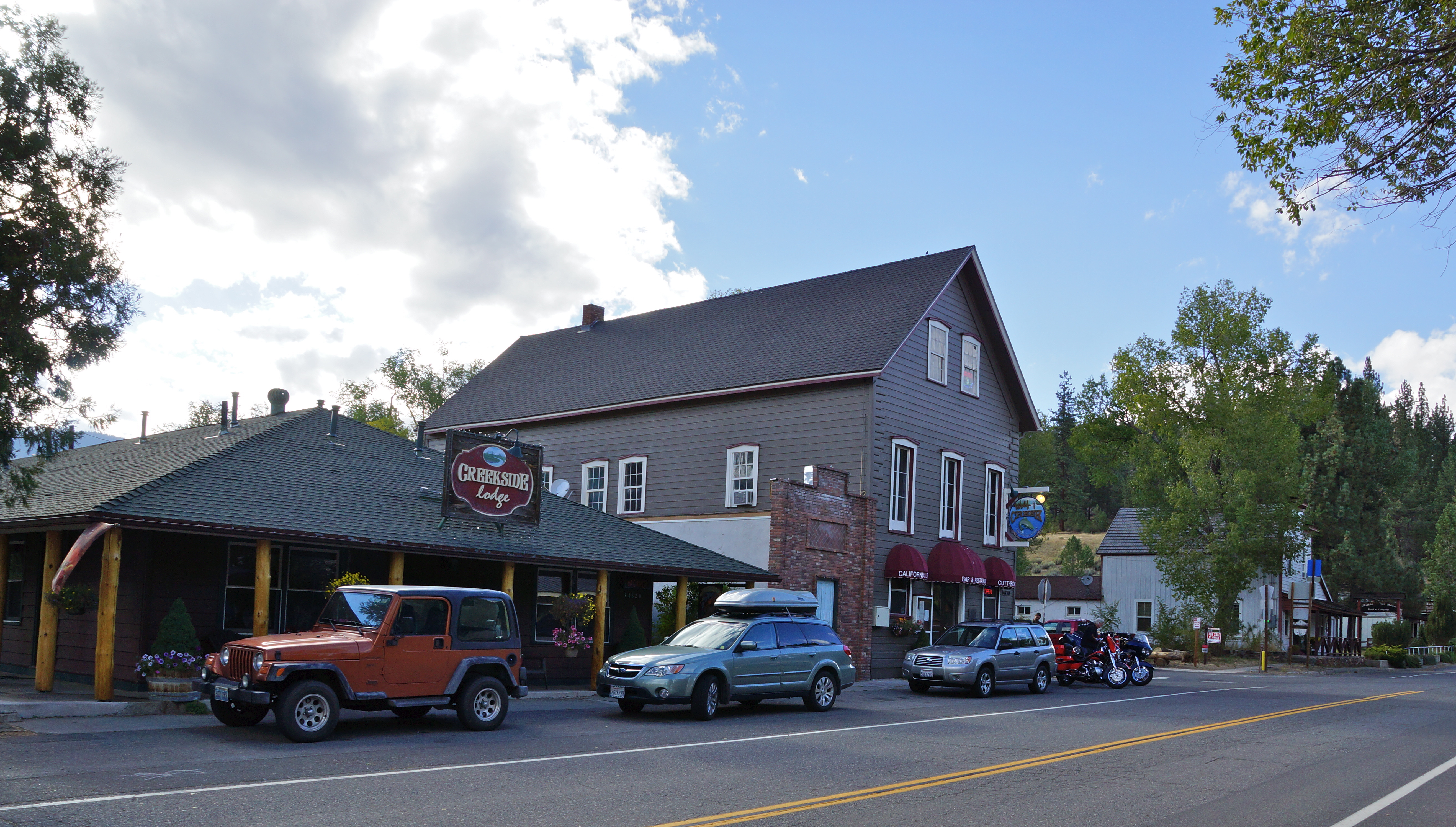
Carrer Major (Carretera n°89)

El 1861 el poble va ser fundat per Jacob Marklee que li va donar el nom. Dos anys després, el 1863 malgrat que Marklee va ser assassinat es mantingué el nom del poble. La presència de mines d'argent va fer-lo créixer ràpidament. Amb el declí de la indústria minera el 1875 la població va minvar considerablement. Un gran incendi el 1886 destruí la major part del poble compost principalment de construccions de fusta.

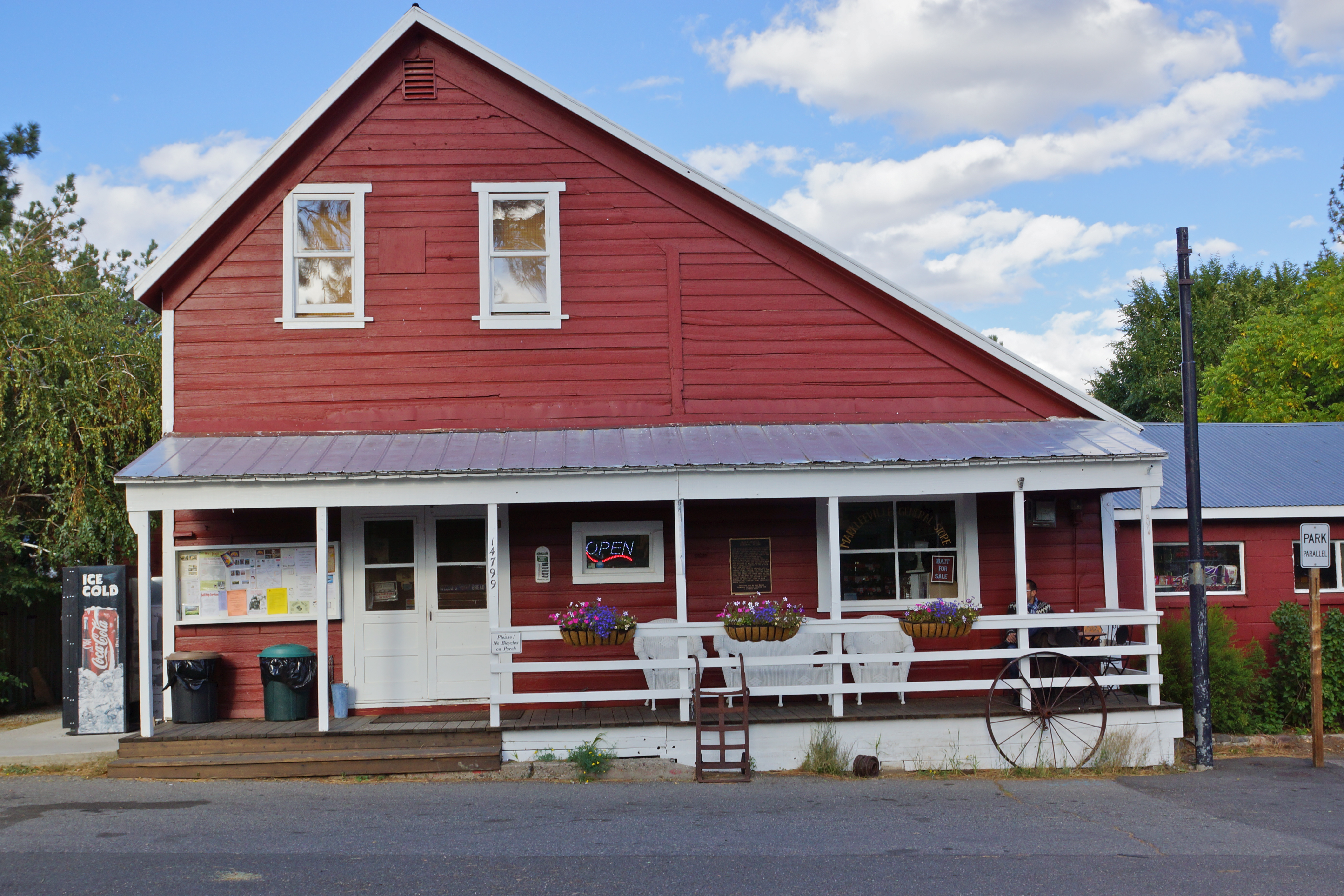
La botega general
(General Store)

Markleeville va esdevenir la seu del tribunal d'Alpine Village, el comtat menys poblat de tota Califòrnia. L'edifici del tribunal, dissenyat per l'arquitecte-enginyer de les mines Frederic J. de Longchamp, va ser construït cap a la fi del segle xix a l'indret mateix de la primera cabana de Jacob Marklee. El 1928, l'edifici va ser llistat com a monument al Registre Nacional dels Llocs Històrics dels Estats Units.

## Demografia
El 2010, hi vivien 210 habitants. Un augment de 13 per comparació amb el cens del 2000, quan tenia 197 habitants, 92 habitatges, i 57 famílies. La densitat de població era de 4 habitants/km².
Dels 92 habitatges en un 20,7% hi vivien nens de menys de 18 anys, en un 51,1% hi vivien parelles casades, en un 7,6% dones solteres, i en un 38% no eren unitats familiars. En el 30,4% dels habitatges hi vivien persones soles el 8,7% de les quals corresponia a persones de 65 anys o més que vivien soles. El nombre mitjà de persones vivint en cada habitatge era de 2,14 i el nombre mitjà de persones que vivien en cada família era de 2,63.
Per edats la població es repartia de la següent manera: un 17,3% tenia menys de 18 anys, un 3,6% entre 18 i 24, un 30,5% entre 25 i 44, un 34% de 45 a 60 i un 14,7% 65 anys o més.
L'edat mediana era de 45 anys. Per cada 100 dones de 18 o més anys hi havia 101,2 homes.
La renda mediana per habitatge era de 46.563 $ i la renda mediana per família de 63.750 $. Els homes tenien una renda mediana de 49.375 $ mentre que les dones 25.972 $. La renda per capita de la població era de 40.774 $. Entorn del 7% de les famílies i el 15,3% de la població estaven per davall del llindar de pobresa.

## Poblacions més properes
El següent diagrama mostra les poblacions més properes.